# Sven Mary
Sven Mary (Ukkel, 18 maart 1971) is een Belgisch advocaat en strafpleiter in assisenzaken.
Zijn vader is zakenman en bestuurder Tony Mary. Mary studeerde rechten aan de Vrije Universiteit Brussel. Mary was in zijn jeugd actief als voetballer bij RSC Anderlecht, maar moest door een zware blessure stoppen met voetballen. In 1997 studeerde Mary af aan de universiteit van Brussel, waar hij aanvankelijk drie jaar deed over zijn eerste jaar rechten.
Mary werd bekend als advocaat van autohandelaar Johnny Vanlingen in de Kasteelmoord, de familie Aquino en Salah Abdeslam.
Hij verscheen in 2017 in de televisiereeks Strafpleiters op televisiezender Canvas. Eind 2023, begin 2024 verscheen hij samen met Tine Embrechts, Joris Hessels, Viktor Verhulst, Lynn Van Royen, Jinnih Beels en Average Rob en Pommelien Thijs in ‘De expeditie Groenland’.